# مايك سكينر
مايك سكينر (بالإنجليزية: Mike Skinner) هو سائق سيارة سباق أمريكي، ولد في 28 يونيو 1957 في سوسانفيلي في الولايات المتحدة.

## وصلات خارجية
- الموقع الرسمي
- مايك سكينر على موقع Racing-Reference.info (الإنجليزية)